# Виглядайте приємним, будь ласка
Виглядайте приємним, будь ласка (англ. Look Pleasant, Please) — американська короткометражна кінокомедія режисера Альфреда Дж. Гулдінга 1918 року.

## У ролях
- Гарольд Ллойд — Гарольд
- Снуб Поллард — Снуб
- Бібі Данієлс — дівчина
- Вільям Блейсделл
- Семмі Брукс
- Гаррі Барнс